# Nasirmoskén
Nasirmoskén är en moské i Göteborgsområdet Högsbohöjd tillhörande Ahmadiyya Muslimska Samfundet. Nasirmoskén invigdes 1976 och blev därmed Sveriges första byggnad som byggdes för att vara moské.

## Historia
Grundstenen till byggnaden lades den 27 september 1975 av kalifen Mirza Nasir Ahmad från Pakistan och invigdes av honom den 17 augusti 1976.  Byggnadens yta blev cirka 325 kvadratmeter, varav moskén var 80 kvadratmeter, lägenheten 85 kvadratmeter och de gemensamma lokalerna 60 kvadratmeter. Byggnaden rymde en moské för bön och andra religiösa ceremonier, lokaler för studier och undervisning, sammankomster, fester och andra för medlemmar gemensamma aktiviteter. Lägenheten disponerades av samlingens imam. Moskén är ett slutet rum med böneriktningen mot Kaba, markerad med en nisch. Vid behov kunde moskén delas av i skilda rum för kvinnor och besökare. Moskén ritades av White arkitekter. 
Med tiden blev moskén för trång, och en ny och större byggnad invigdes 2001, ritad av Abdul Raschid från Ahmadiyya Muslim Association i London. Moskén innehåller två bönehallar, samlingslokaler och imamens bostad.